# Линкявичюс, Линас Антанас

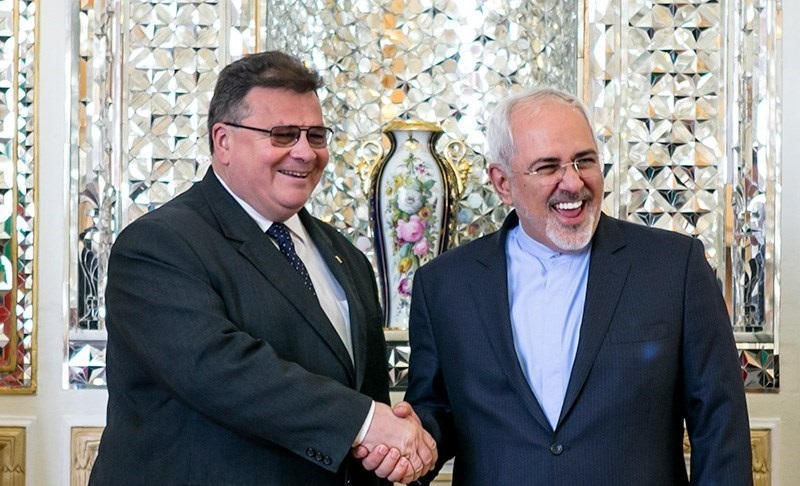
Линкявичюс и министр иностранных дел Ирана Мохаммад Джавад Зариф

Линас Антанас Линкявичюс (лит. Linas Antanas Linkevičius; род. 6 января 1961, Вильнюс, Литовская ССР, СССР) — литовский государственный и политический деятель. Министр иностранных дел Литовской Республики с 13 декабря 2012 по 11 декабря 2020 года. Министр обороны Литовской Республики (1993—1996, 2000—2004).

## Биография

### Образование
В 1978—1983 годах обучался в Каунасском политехническом институте, который окончил с дипломом инженера.

### Карьера при советской власти
Работал секретарём районного комитета ЛКСМ Литовской ССР в Каунасе, заведующим отделом ЦК ЛКСМ Литовской ССР. В 1989 году был инициатором отделения Литовского комсомола от Всесоюзного.

### Политическая карьера в Литовской Республике
С 1990 года — корреспондент газеты «Tiesa» и консультант парламентской фракции Литовской демократической партии труда.
В 1991—1996 годах — член Совета Демократической партии труда Литвы.
В 1992—1996 годах — депутат Сейма Литовской Республики.
В 1992—1993 годах — глава литовской парламентской делегации в Североатлантической Ассамблее, заместитель председателя парламентской комиссии по иностранным делам, председатель Молодёжного союза труда и обозреватель газеты «Tiesa».
В 1993—1996 годах — Министр обороны Литовской Республики.
В 1997—2000 годах — Посол, глава представительства Литвы в НАТО и Западноевропейском союзе.
В 2000—2004 годах — Министр обороны Литовской Республики.
В 2004—2005 годах — Посол по особым поручениям МИД Литвы.
С 2005 по 2011 год — Постоянный представитель Литвы в НАТО и Североатлантическом совете.
С 2011 года — посол по особым поручениям МИД Литвы, одновременно, с 13 сентября 2011 по 13 сентября 2012 года — консультант (на общественных началах) Премьер-министра Литвы Андрюса Кубилюса.
25 июня 2012 года Президент Литовской Республики подписала указ о его назначении Чрезвычайным и Полномочным Послом Литвы в Белоруссии с 24 июля 2012 года. 7 декабря 2012 года освобождён от должности посла.
С 7 декабря 2012 года — министр иностранных дел Литвы.
23 сентября 2017 года, после того как Социал-демократическая партия Литвы, членом которой являлся, заявила о расторжении коалиции с правящей партией Союз крестьян и зелёных Литвы, сообщил о выходе из СДПЛ, чтобы остаться министром иностранных дел.

## Награды
- Орден Трёх звёзд 3 класса (12 марта 2001 года, Латвия)[7];
- Командор ордена Великого князя Литовского Гядиминаса (3 февраля 2003 года)[8];
- Памятный знак за личный вклад в развитие трансатлантических отношений Литвы и по случаю приглашения Литовской Республики в НАТО (12 февраля 2003 года)[9];
- Командор ордена Креста Витиса (30 марта 2004 года)[10];
- Орден Креста земли Марии 2 класса ( 2 февраля 2005 года, Эстония)[11];
- Президентский орден «Сияние» (2011 год, Грузия)[12].
- Орден Почёта (2014 год, Молдавия)[13]
- Большой командорский крест ордена Витаутаса Великого (2015 год)[14]
- Большой крест ордена Полярной звезды (2015 год, Швеция)
- Медаль Балтийской ассамблеи (10 ноября 2017 года)[15]
- Командор со звездой ордена Заслуг перед Республикой Польша (2019 год, Польша)[16]
- Большой крест ордена «За заслуги перед Итальянской Республикой» (2019 год, Италия)
- Крест «За заслуги» (2021 год, Министерство иностранных дел Эстонии)[17]

## Владение языками
Кроме литовского, знает английский, русский, и польский языки.

## Семья
Женат. Две дочери